# بيتر سنكلير (عالم بيئة)
بيتر سنكلير (بالإنجليزية: Peter Sinclair)‏ هو عالم بيئة أمريكي، ولد في 1953 في ميدلاند في الولايات المتحدة.